# Pont du boulevard de la Libération
Le pont du boulevard de la Libération est un pont autoroutier français de  Saint-Denis dans le département de la Seine-Saint-Denis et la région Île-de-France.

## Géographie
Le pont est situé dans le quartier Pleyel à Saint-Denis. 
Il est emprunté par l'autoroute A86.
Il franchit notamment le croisement de la rue Ampère et du boulevard de la Libération, qui lui a donné son nom.

## Histoire
Le pont a été ouvert à la circulation en 1983 (Section Saint-Denis-Pleyel - La Courneuve) et en 1989 (Section Saint-Denis-Pleyel - Saint-Denis-Stade de France).

## Galerie

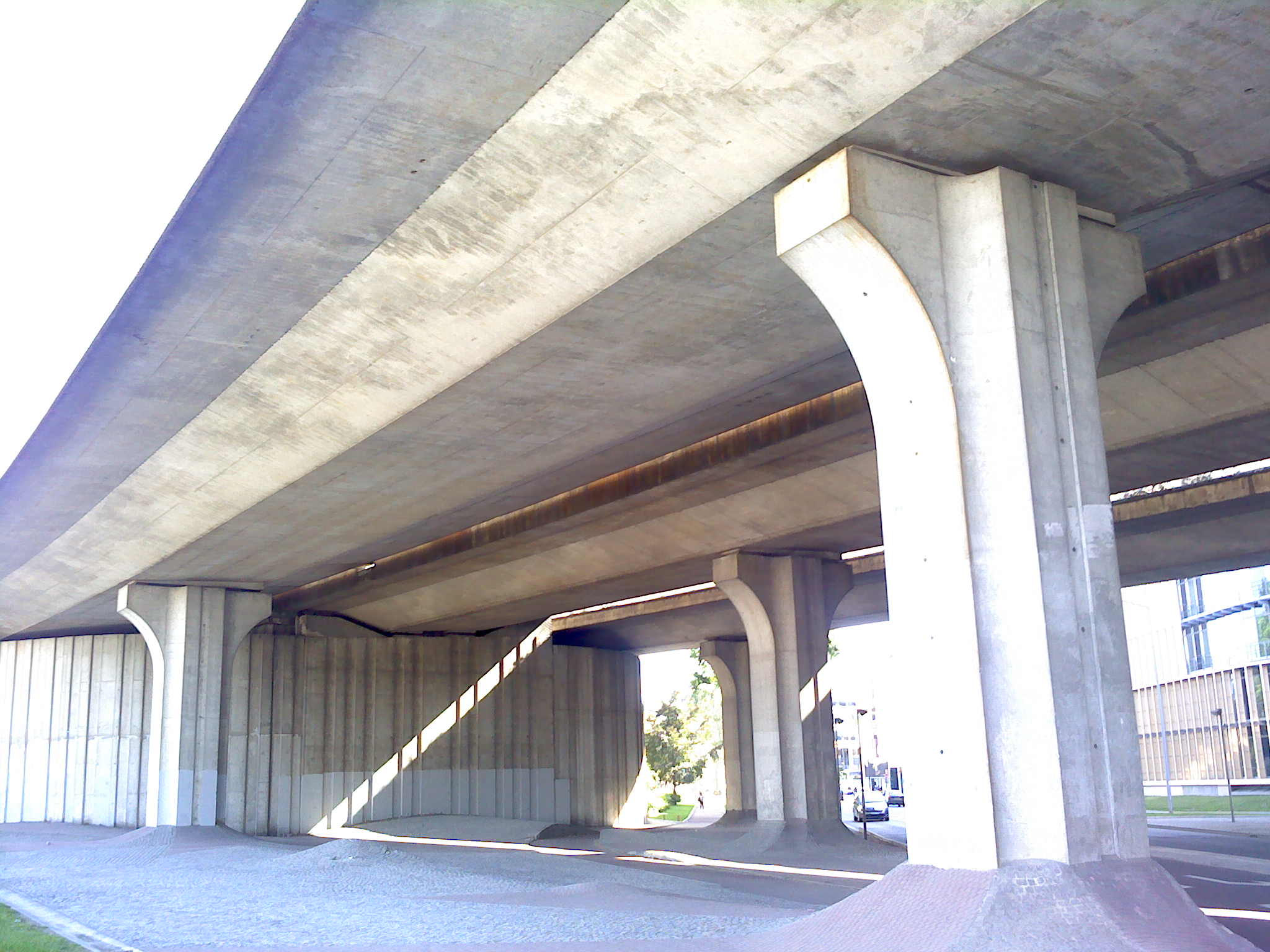
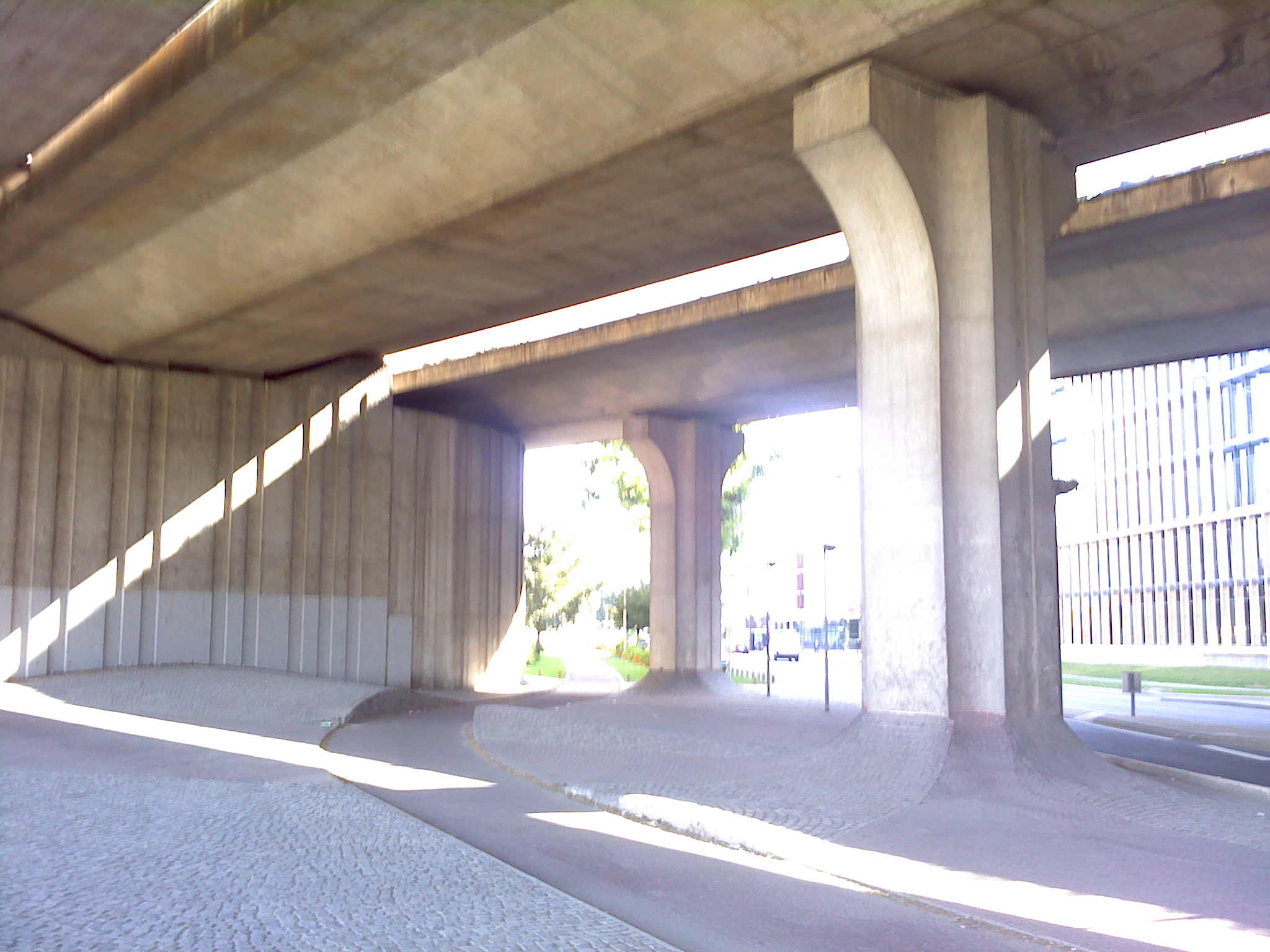